# SN 1998ci
SN 1998ci – supernowa typu Ia odkryta 19 maja 1998 roku w galaktyce A124101-0639. W momencie odkrycia miała maksymalną jasność 18,00m.